# Cerro de los Batallones
Les sites paléontologiques de Cerro de los Batallones (la Colline des Bataillons en français) se trouvent sur la colline du même nom, située dans la ville de Torrejón de Velasco, près de Madrid, en Espagne.

## Description
Dix gisements fossilifères ont été découverts depuis 1991, dans lesquels il convient de signaler les carnivores (notamment Machairodus, Paramachaerodus, Simocyon,...), les Artiodactyles et les Périssodactyles.

## Datation
Les sites sont datés d’environ neuf millions d’années, ce qui les place dans le Tortonien (Miocène supérieur).

## Protection
L'ensemble des sites ont été déclarés Bien d'intérêt culturel le 21 août 2001, dans la catégorie « Zone paléontologique », sous le numéro d'enregistrement RI-55-0000649.2.